# Ermitáž
Ermitáž (plný ruský název: Госуда́рственный Эрмита́ж; z fr. ermitage – „osamělé místo“, „poustevna“) v Petrohradu je jedno z největších a nejznámějších muzeí v Rusku i v celém světě.
Sbírky byly založeny roku 1764 carevnou Kateřinou II. Velikou, veřejnosti byly plně zpřístupněny až v roce 1922. Kolekce Ermitáže, z nichž je jen malá část trvale vystavena, zahrnují asi 3 milióny položek, včetně největší kolekce obrazů na světě. V 350 sálech je z toho vystaveno asi 65 tisíc exponátů v šesti odděleních. Muzeum sídlí v komplexu šesti historických budov na nábřeží řeky Něvy, zahrnující i slavný Zimní palác, někdejší sídlo ruských imperátorů. Další z budov je Menšikovský palác, muzeum porcelánu, depozitáře ve Staroj Děrevně a východní křídlo budovy Generálního štábu, které je také součástí muzea. Ermitáž je majetkem Ruské federace a má několik výstavních center v zahraničí (Amsterdam, Ferrara, Vilnius aj.) Expozitury v Las Vegas a v Londýně byly pro malý zájem veřejnosti zrušeny. Od roku 1990 je ředitelem muzea Michail Piotrovskij.
Z pěti budov hlavního komplexu muzea s podlahovou plochou asi 66 tisíc m2 (po Louvru druhé největší na světě) je pět otevřeno pro veřejnost. Vstup do muzea je dražší pro zahraniční návštěvníky než pro obyvatele Ruska či Běloruska. Vstup je ovšem bezplatný první čtvrtek každého měsíce a každodenně pro děti a studenty. Muzeum není otevřeno v pondělí. Hlavní vstup do Ermitáže se nachází v Zimním paláci, který je přístupný z nádvoří, nejbližší stanice metra je Admiralita.

## Budovy

Budovy zleva doprava: Zimní palác, Malá Ermitáž, Stará Ermitáž, pod ní Nová Ermitáž a vpravo divadlo

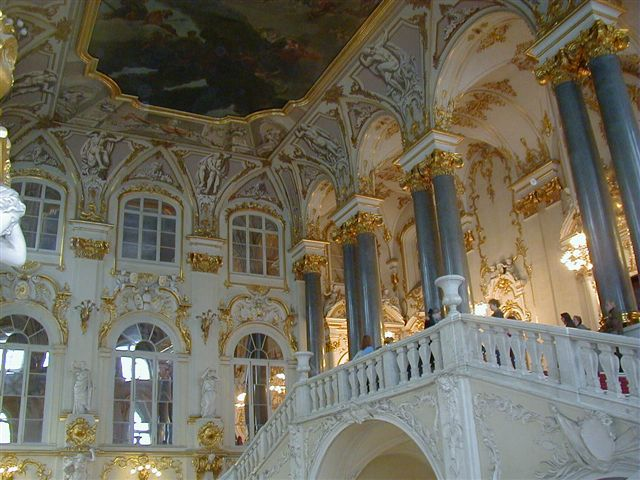
Interiér Zimního paláce

Původně byla jedinou budovou obsahující veškeré kolekce Malá Ermitáž z roku 1775 (architekt Jean Valin de la Mothe). Celé muzeum zahrnuje komplex budov při nábřeží a přilehlém okolí, vedle Malé Ermitáže také Starou Ermitáž (též zvanou Velká Ermitáž, Georg Friedrich Veldten, 1787), Novou Ermitáž (Leo von Klenze, 1852), Ermitážské divadlo (1787, není přístupné veřejnosti) a Zimní palác, bývalou rezidenci ruských carů (Bartolomeo Francesco Rastrelli, 1754). V roce 1993 se komplex rozrostl o východní křídlo budovy Hlavního štábu na náměstí před Zimním palácem, kde je expozice umění 20. století (včetně 31 obrazů Pabla Picassa), a Menšikovský palác se sbírkou porcelánu.

## Historie
Kateřina Veliká založila svou sbírku v roce 1764, kdy zakoupila několik obrazů od berlínského kupce Johanna Ernsta Gotzkowskyho. Ten shromažďoval sbírku pro Fridricha Velikého, který ji ovšem nakonec odmítl zakoupit. Z toho důvodu Gotzkowsky nabídl 225 obrazů, převážně vlámských a holandských, ruské koruně. Kolekce obsahovala 13 děl Rembrandtových, 11 Rubensových a mnoha dalších evropských umělců. Zřejmě nejvýznamnějším obrazem, který se Kateřině podařilo od Gotzkowskyho získat, bylo Rembrandtovo dílo „Danae“.
Roku 1852 byla dostavěna Nová Ermitáž a sbírky částečně otevřeny pro veřejnost. Po Říjnové revoluci 1917 byly do Ermitáže zařazeny vyvlastněné sbírky řady šlechtických rodů, od roku 1920 však bylo asi 700 obrazů převedeno do Puškinova muzea v Moskvě a do různých regionálních muzeí. Roku 1925 rozhodlo politbyro, že pro získání valut odprodá část sbírek do zahraničí, a do roku 1933 tak bylo vyvezeno 2880 obrazů, mezi nimi kolem 50 světového významu. Velkou část koupili američtí miliardáři, Gulbenkianova sbírka je vystavena v Lisabonu, sbírka A. W. Mellona v National Gallery of Art ve Washingtonu. Další obrazy koupily galerie v USA, v Austrálii a v západní Evropě.
Při obléhání Leningradu za druhé světové války byly budovy silně poškozeny, sbírky se však podařilo zachránit. Po válce se rozrostly o válečnou kořist, kterou SSSR až do roku 1994 tajil a která byla později zčásti navrácena, zčásti tvoří samostatnou expozici. Od roku 1990 dostalo muzeum větší samostatnost, od roku 1996 je podřízeno ruskému prezidentovi, trpí však chronickým nedostatkem peněz. Také močálovitá půda, na níž budova stojí, a vlhkost z řeky působí technické potíže.

## Ze sbírek muzea

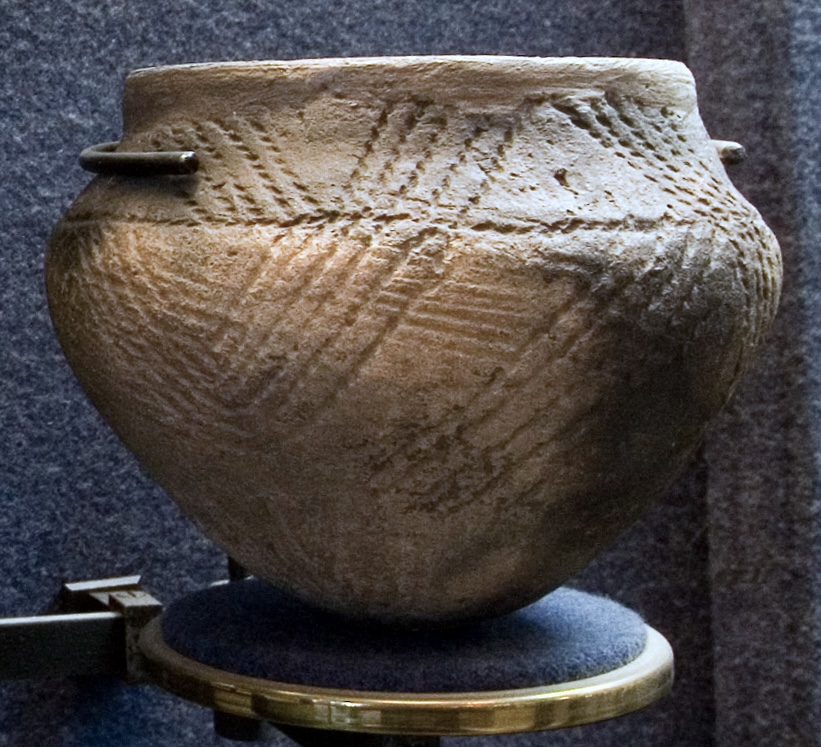
Keramická nádoba, Jámová kultura, 3600-2300 př. n. l.
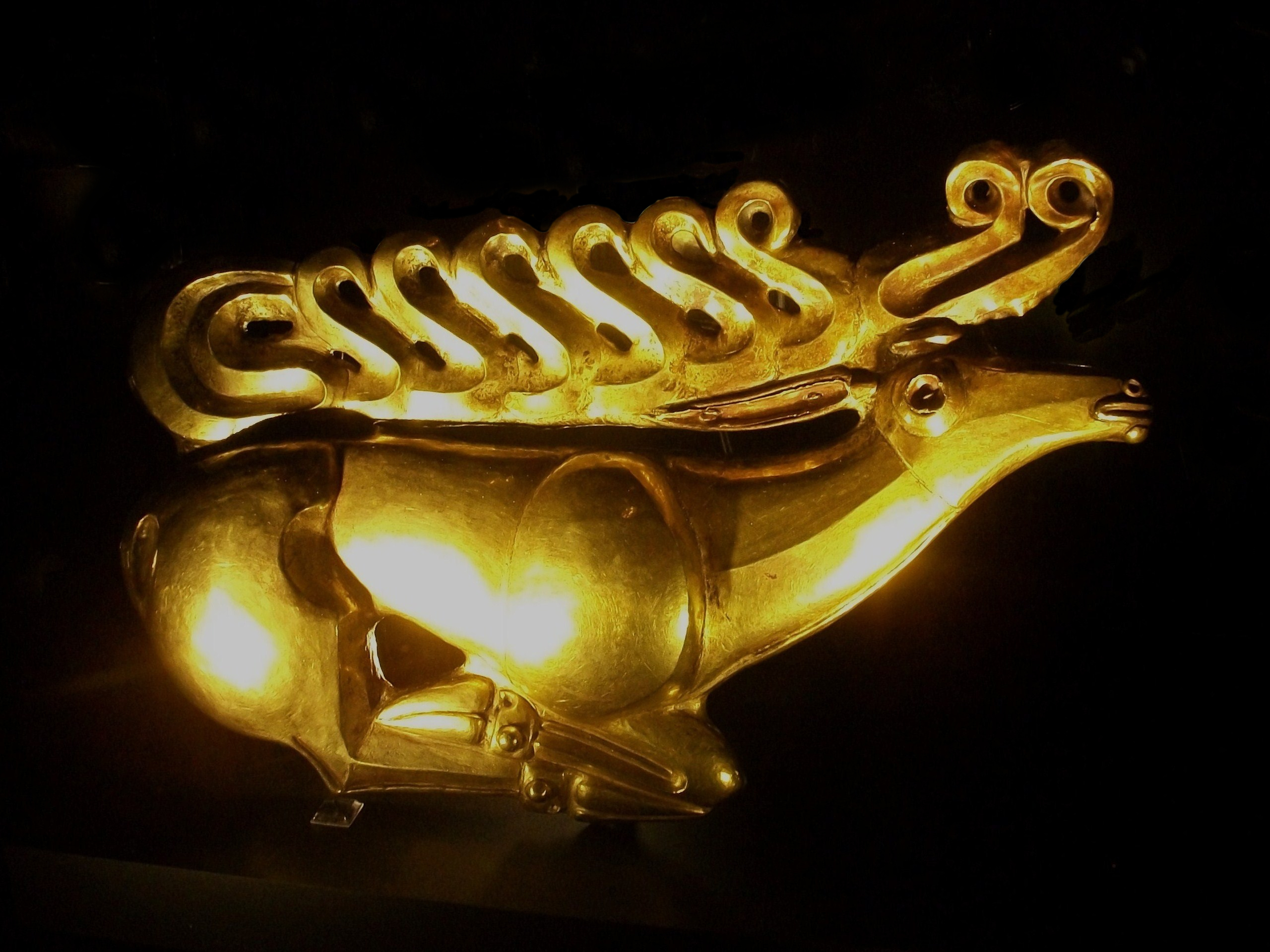
Skytská zlatá spona, 7. stol. př. n. l.
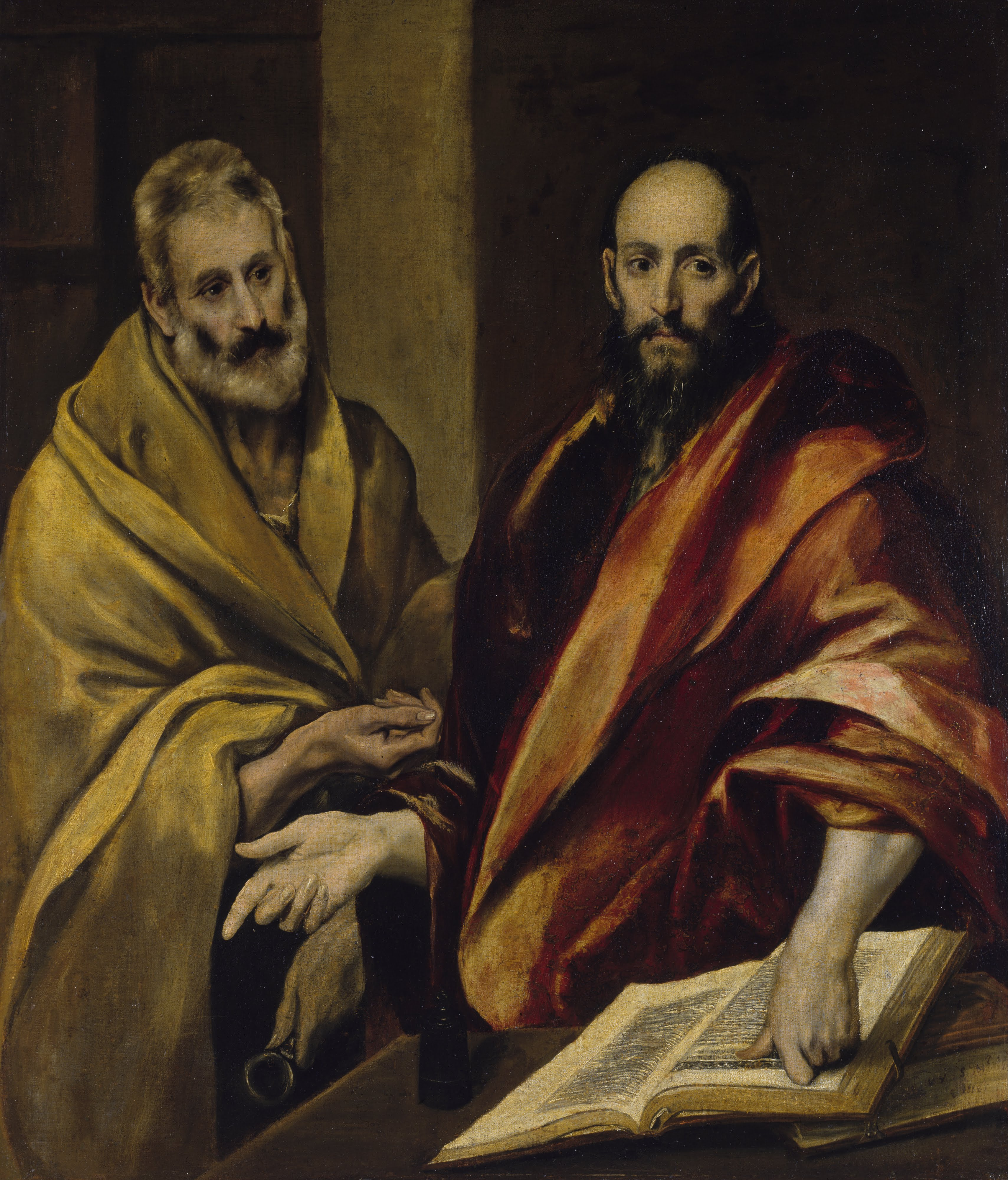
El Greco, Svatý Petr a Pavel, kolem 1580
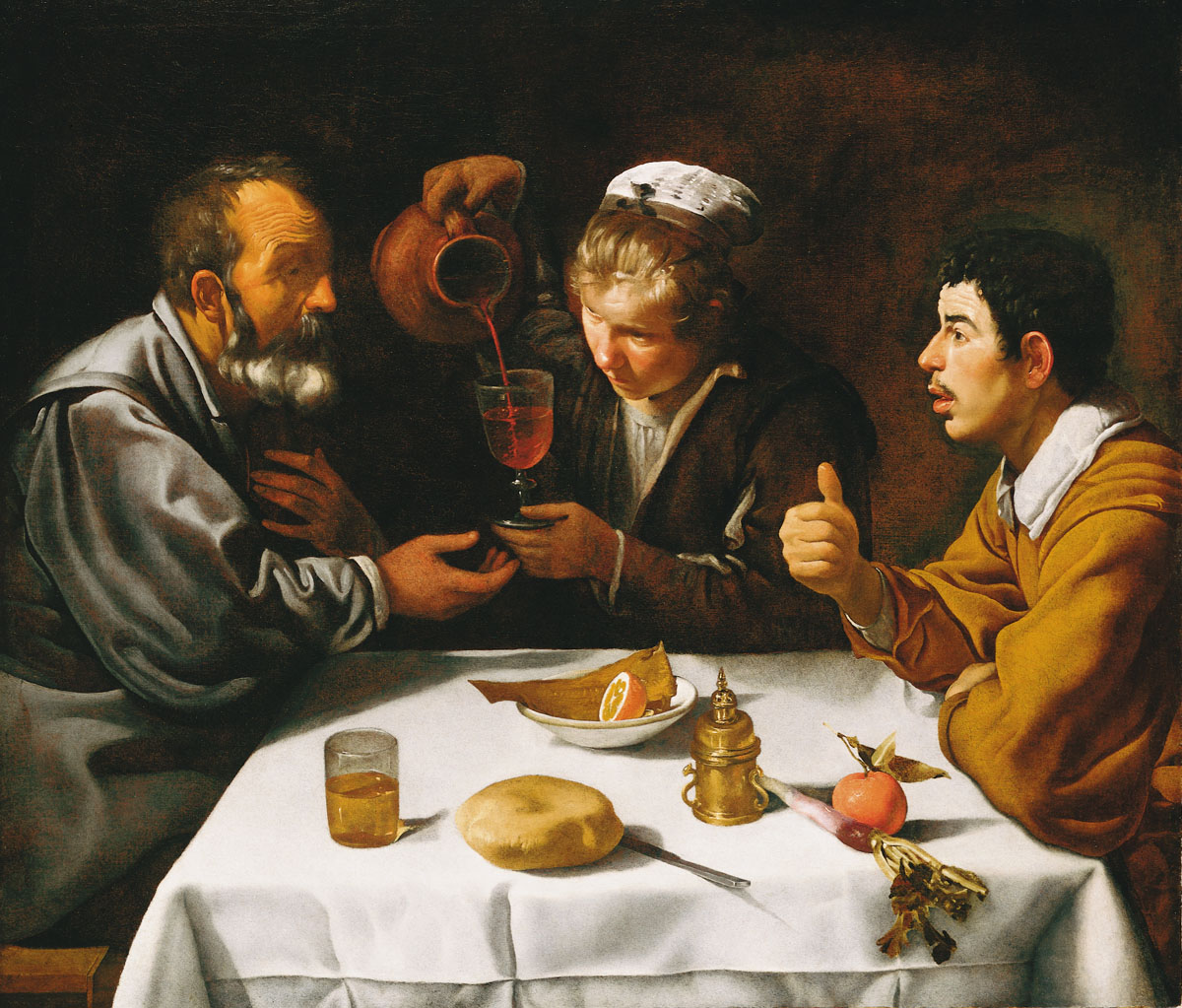
Diego Velázquez, Sedláci u jídla, 1619
Rembrandt, Svatá rodina, 1645
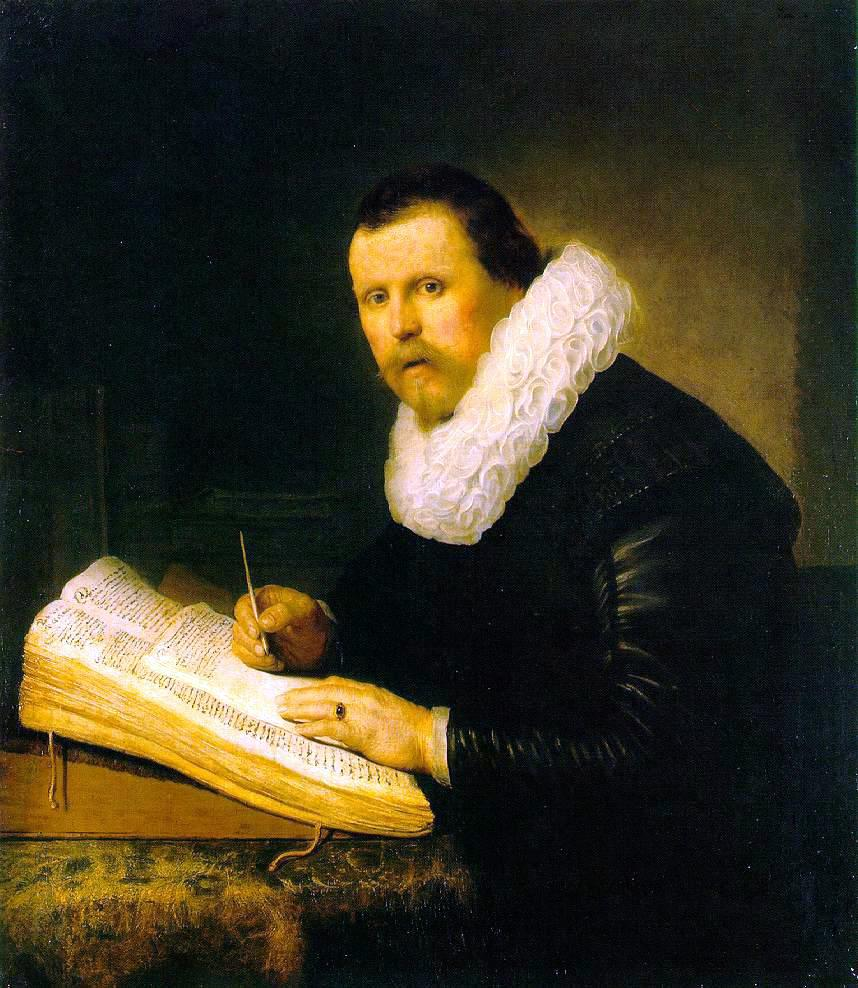
Rembrandt, Učenec, 1631
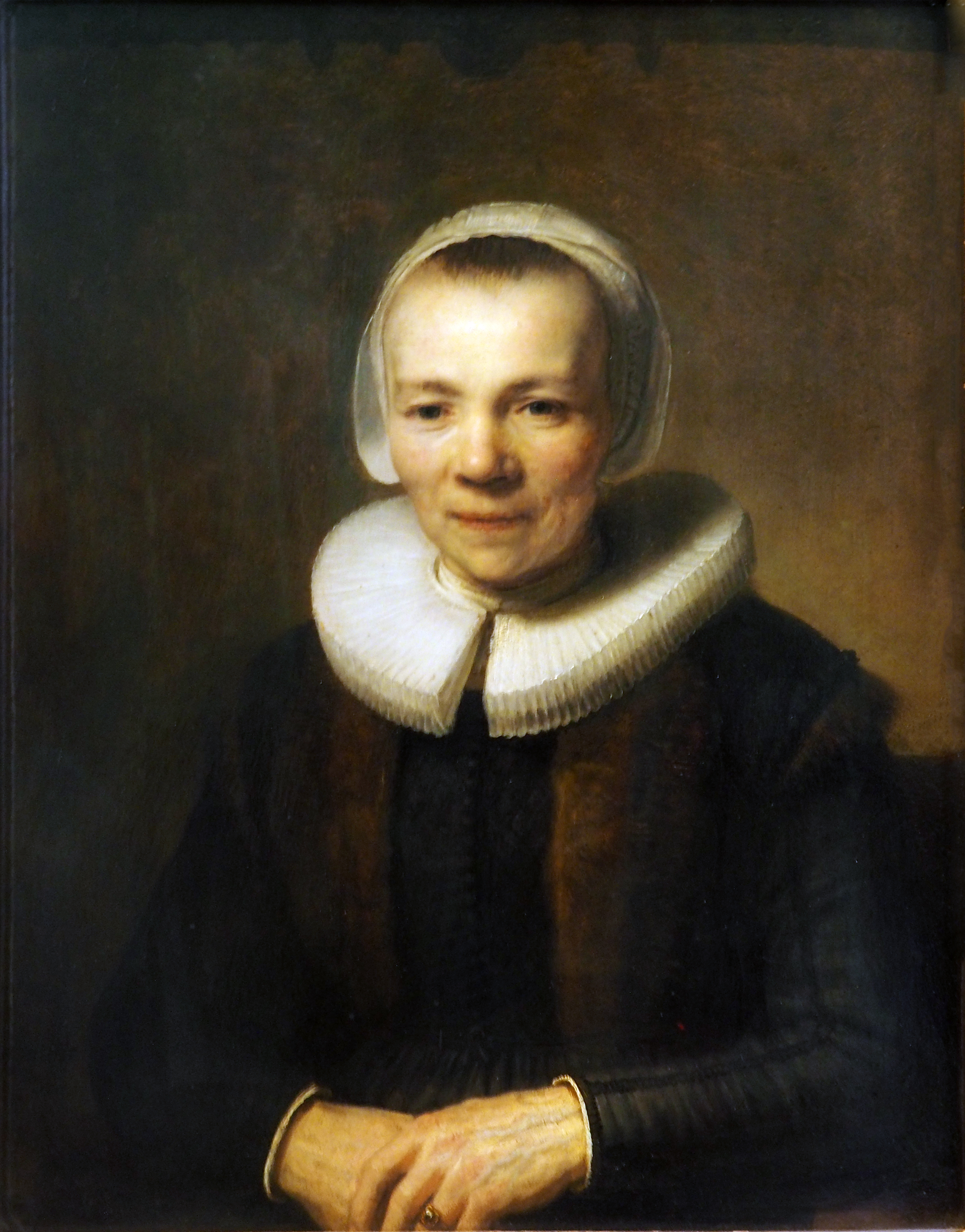
Rembrandt, Baertje Martens, 1640
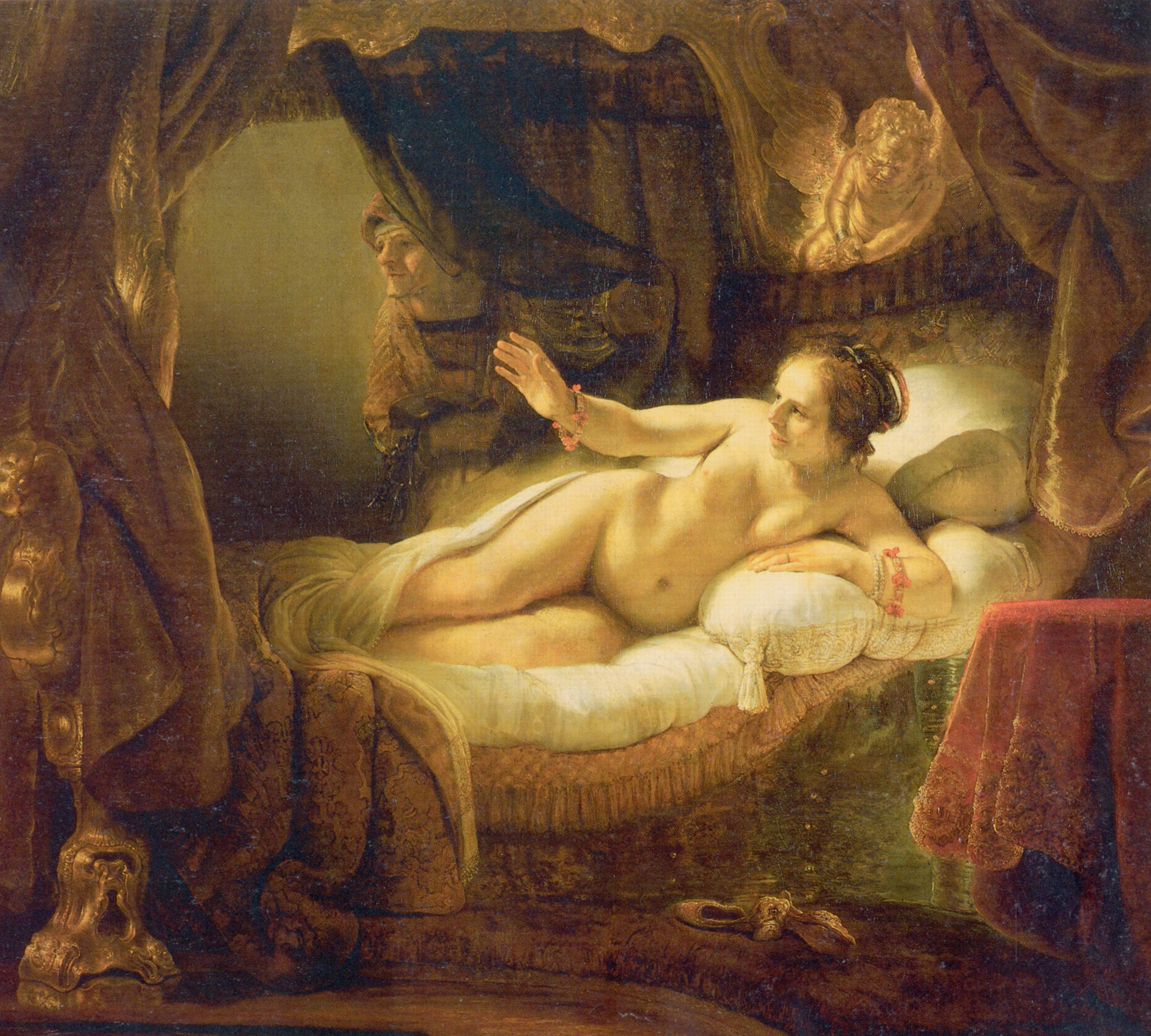
Rembrandt, Danae, kolem 1640
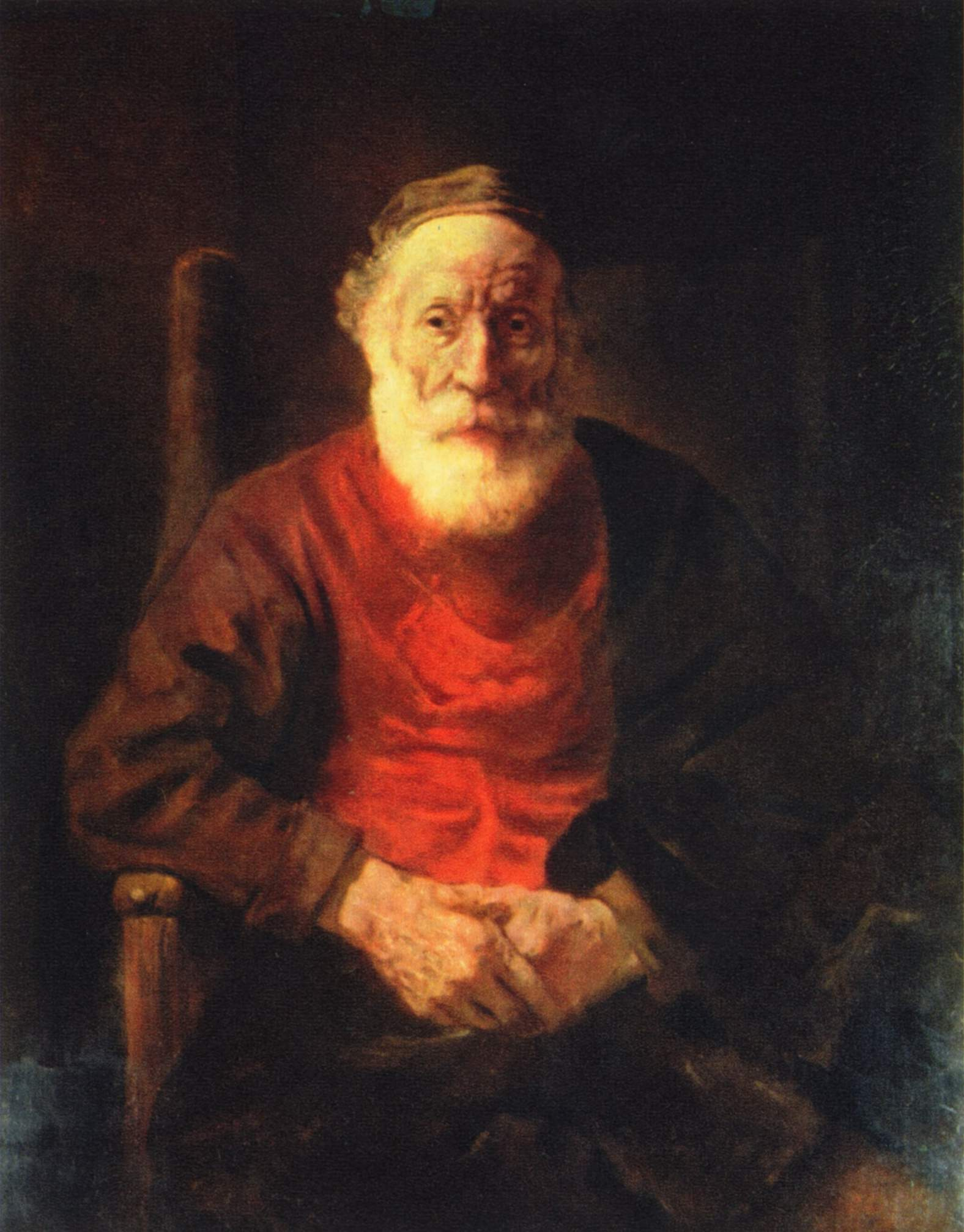
Rembrandt, Starý muž v červeném, 1654
Rembrandt, Návrat ztraceného syna, 1668
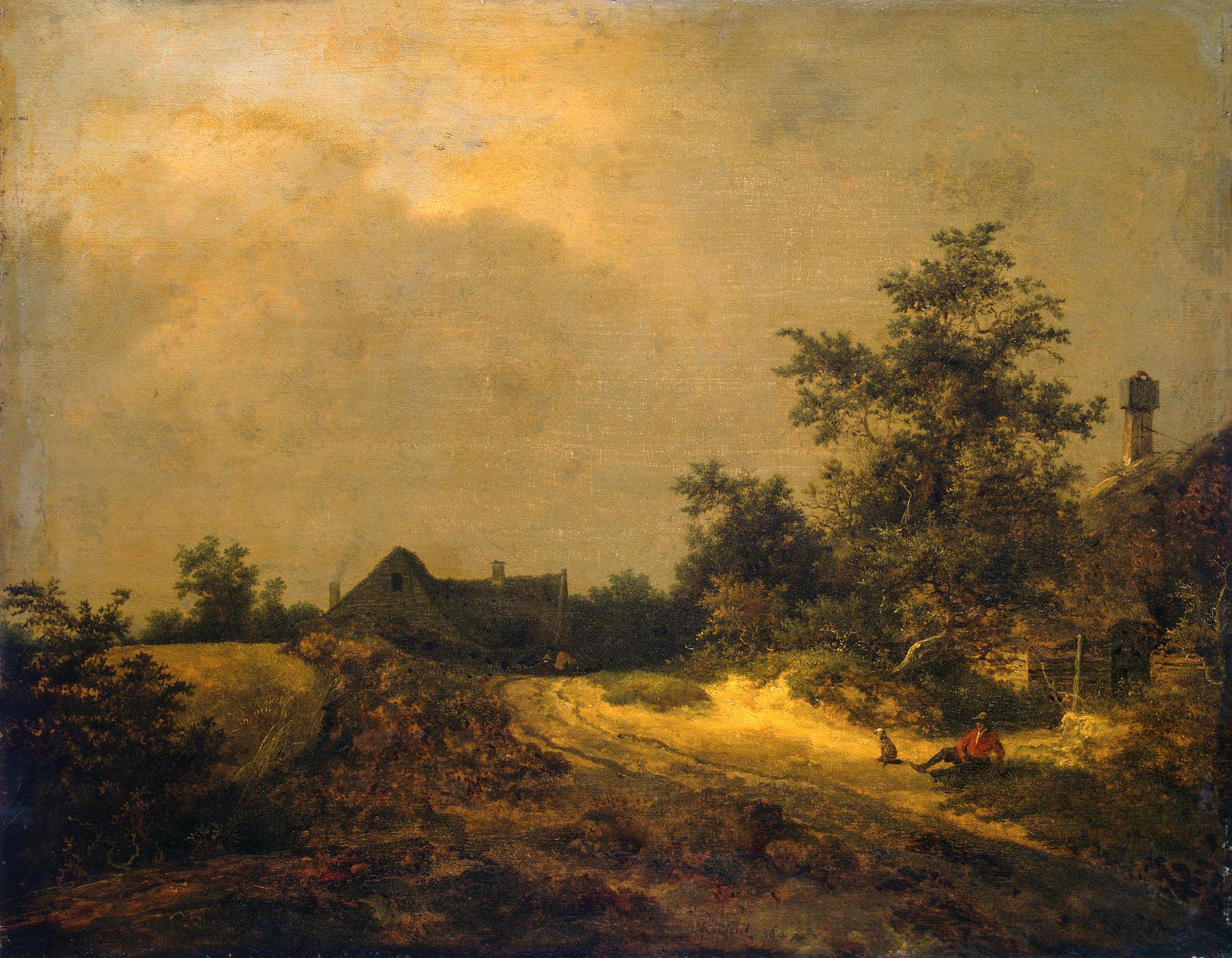
Jacob van Ruisdael, Chalupy v dunách, 1647
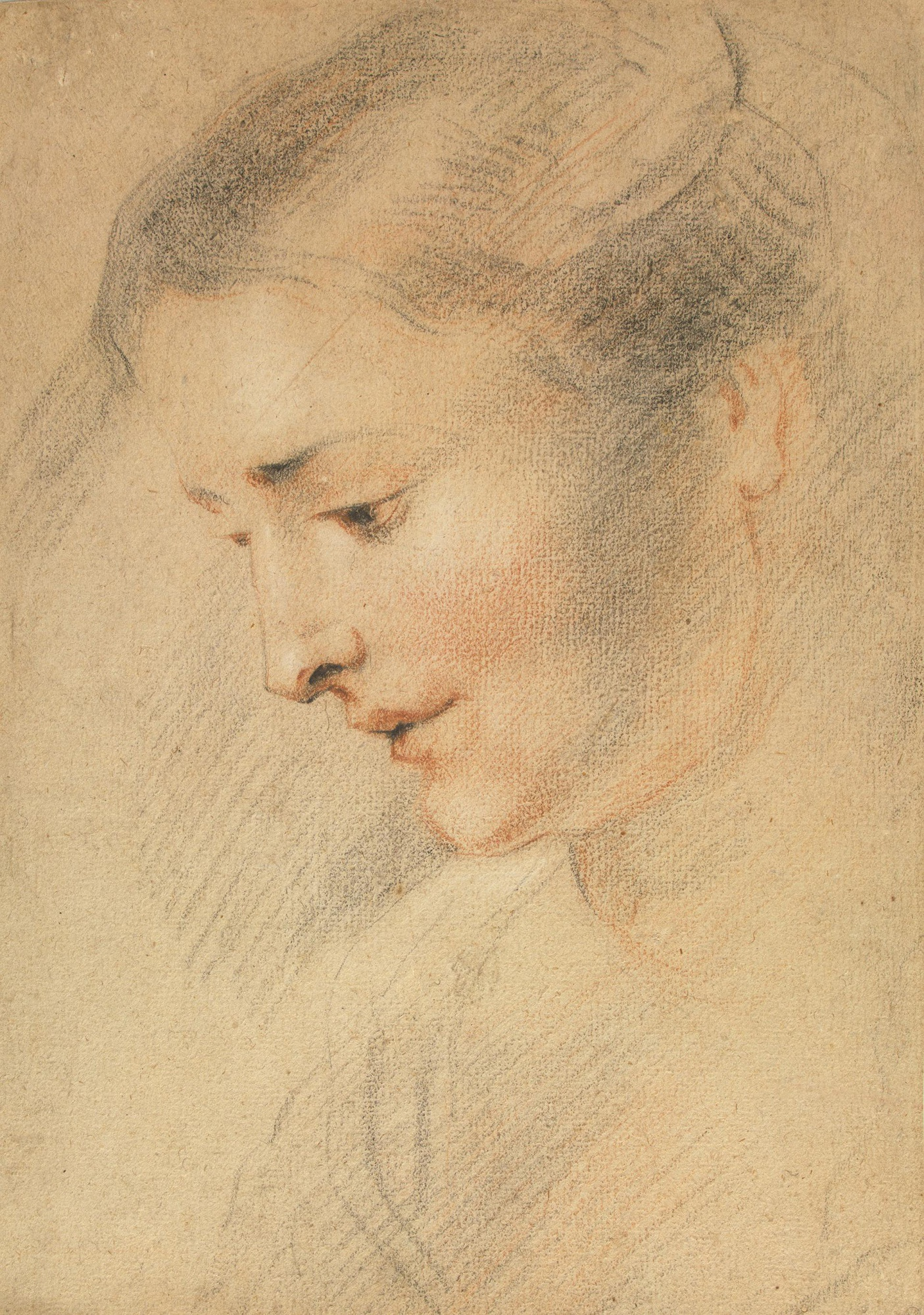
Antoine Watteau, Hlava ženy, kolem 1710
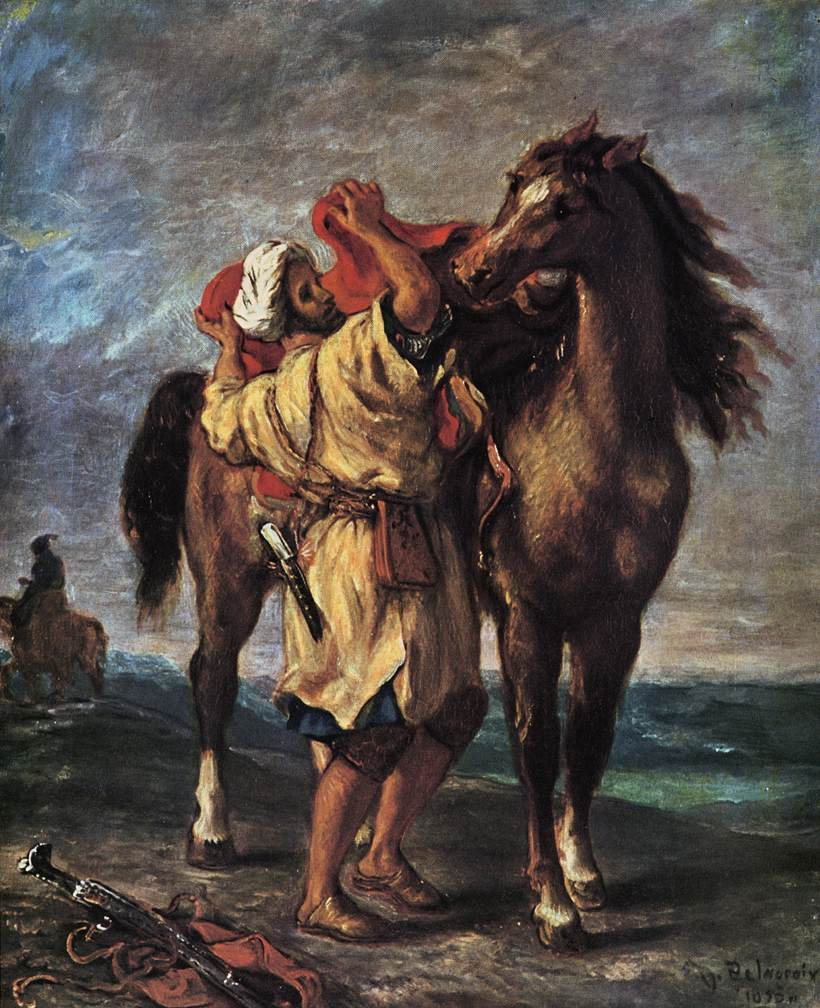
Eugène Delacroix, Maročan s koněm, 1855
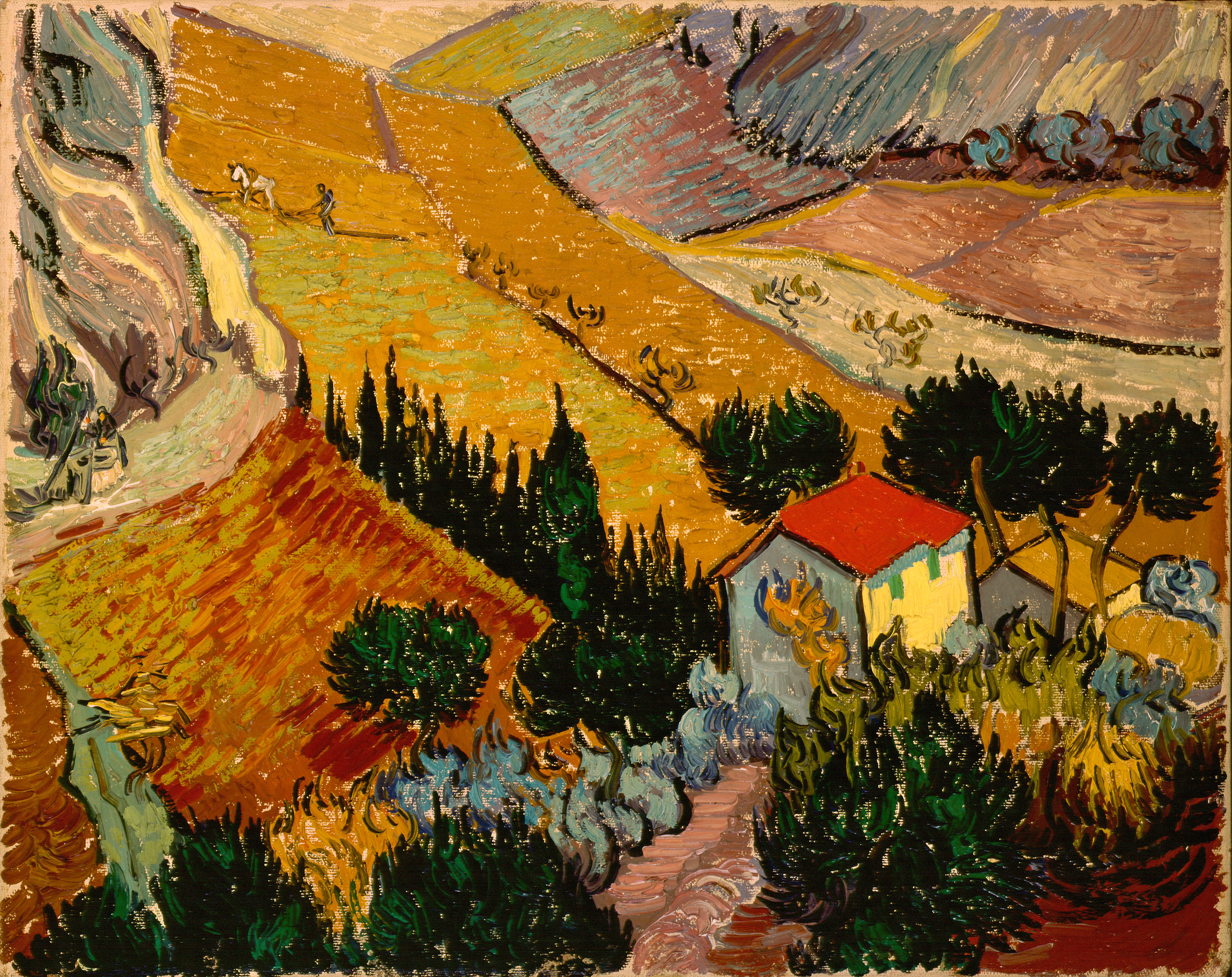
Vincent van Gogh, Údolí s oráčem, 1889
Vincent van Gogh, Šeřík, 1889
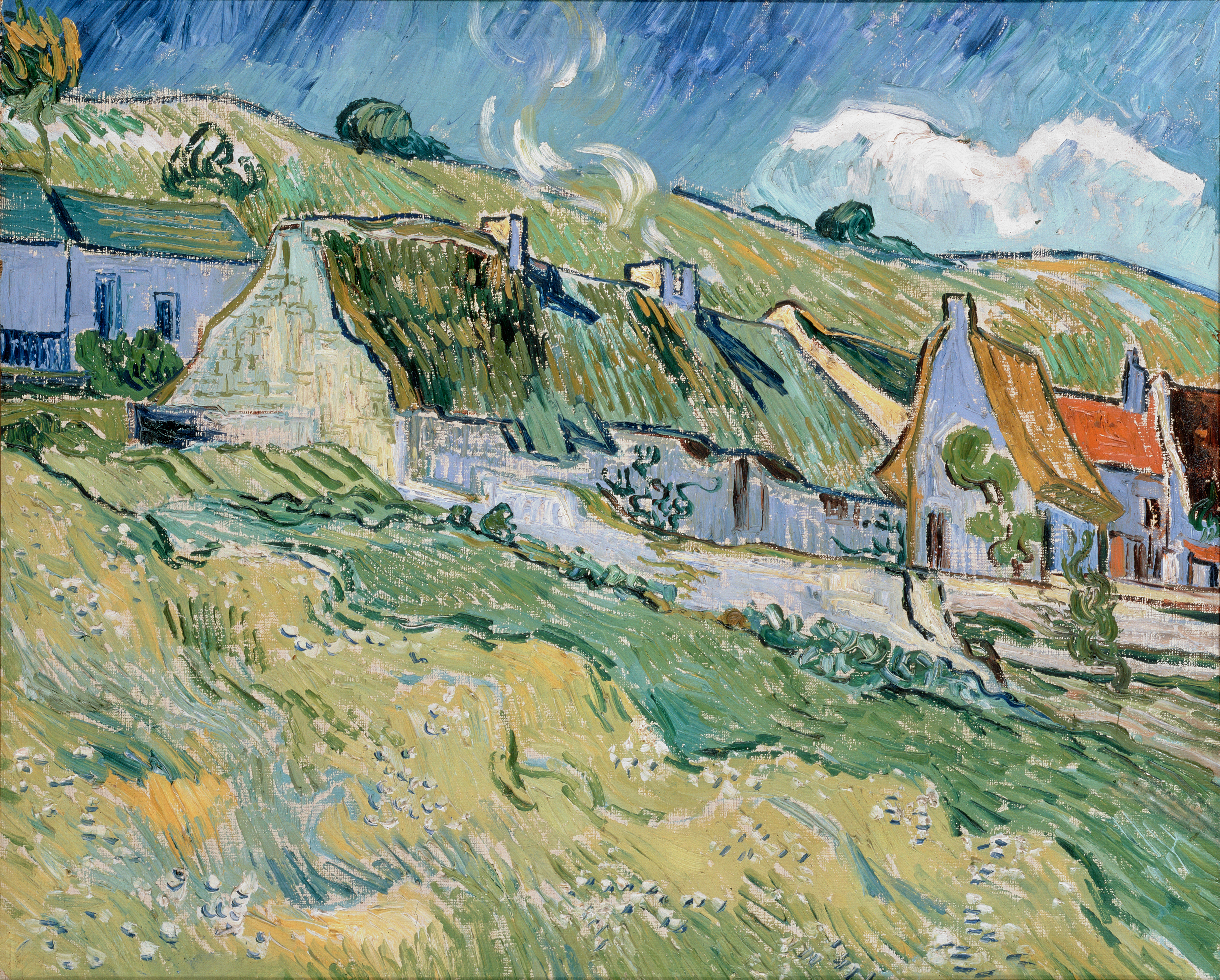
Vincent van Gogh, Chalupy s došky, 1890
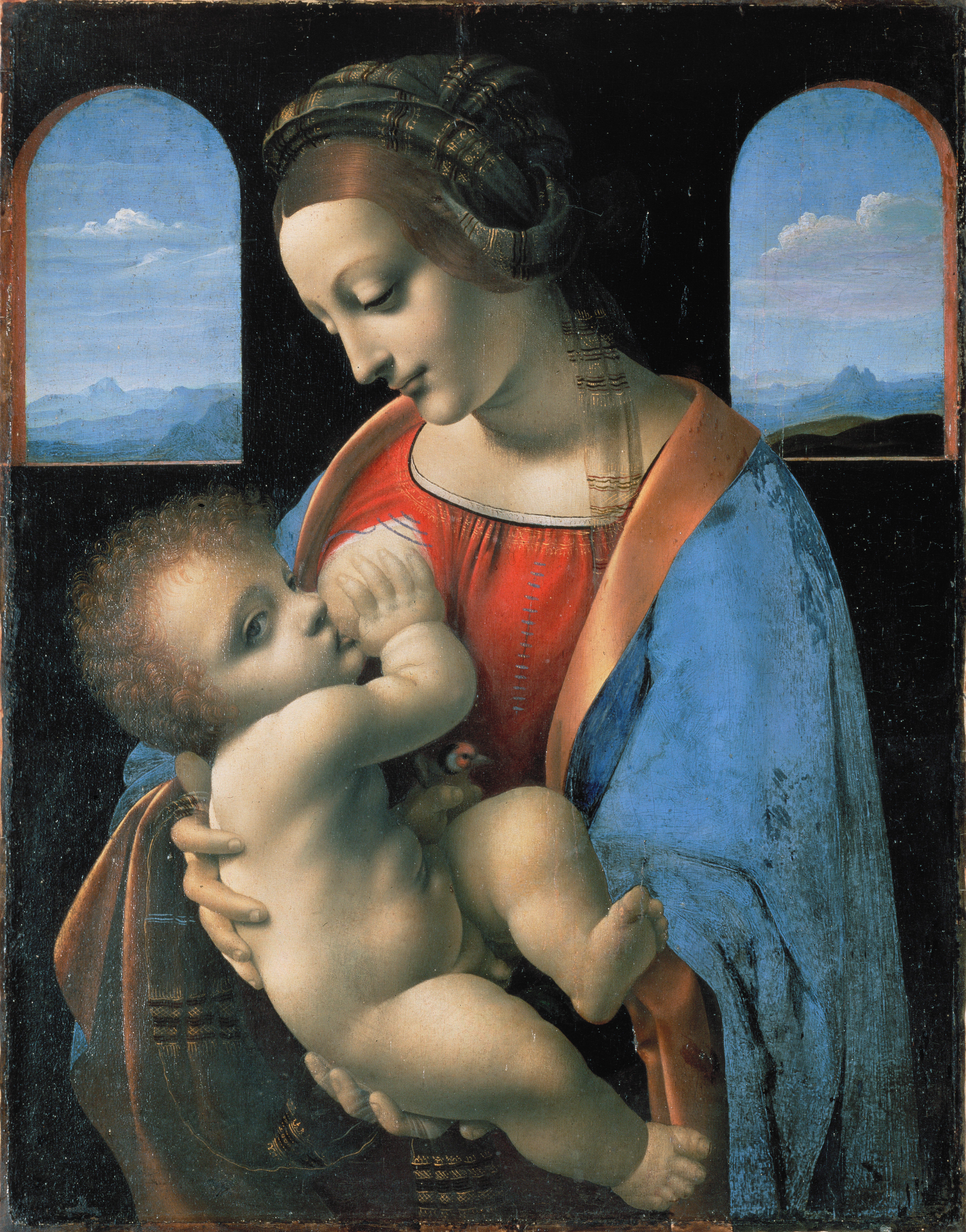
Leonardo da Vinci: Madonna Litta, kolem 1490
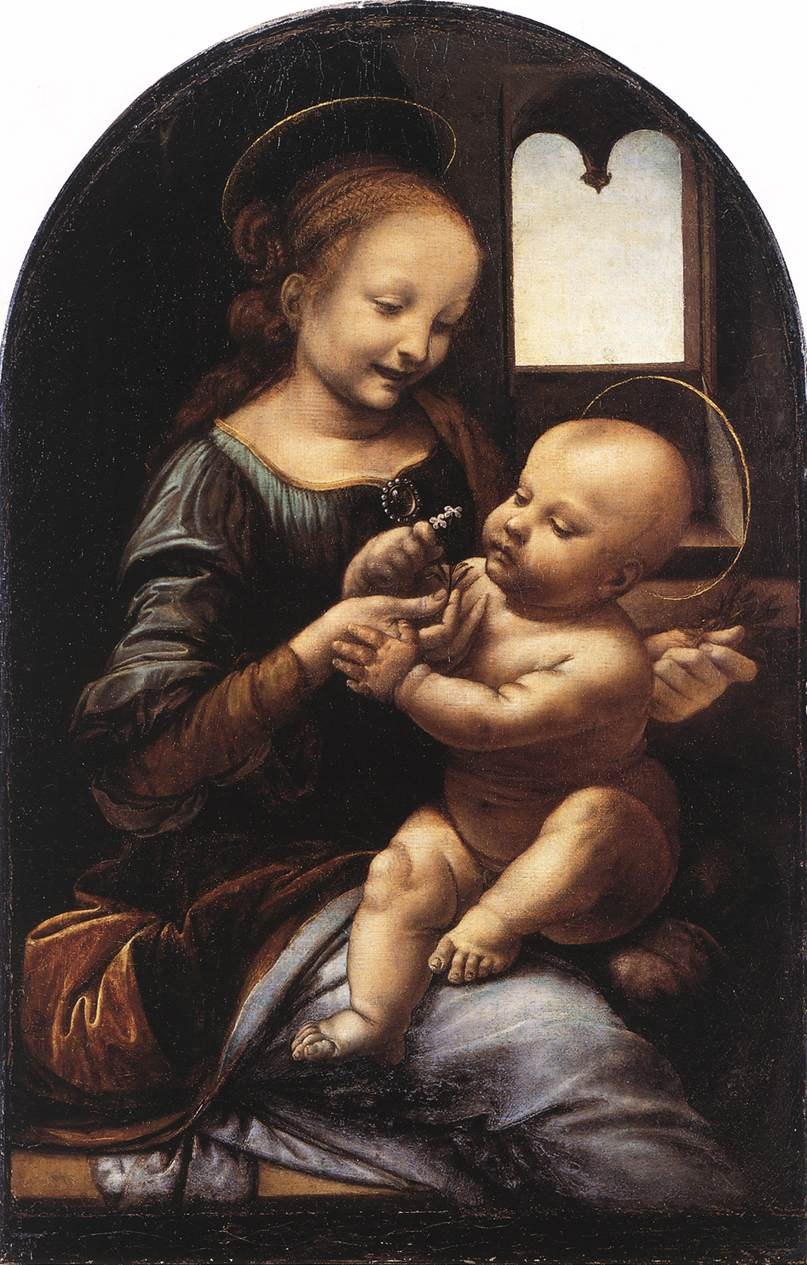
Leonardo da Vinci: Madonna Benois, 1478–1480
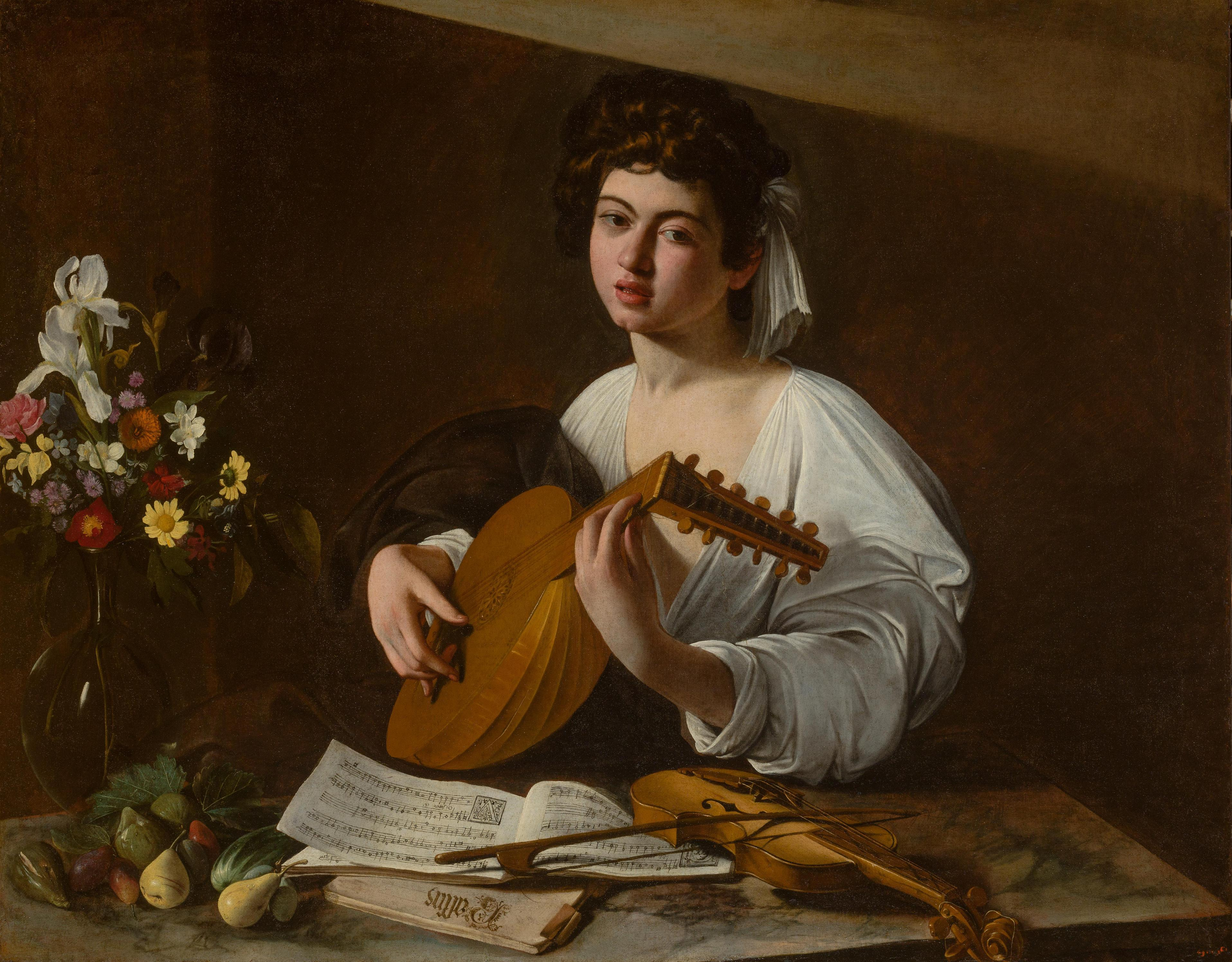
Caravaggio: Loutnista, 1695